# همسرکشی (زن)
همسرکشی زن (به انگلیسی: Uxoricide) (از واژه لاتین uxor به معنی «همسر زن» و -cide از caedere به معنی «بریدن، کشتن») به معنای کشتن همسر زن توسط شریک زندگی (معمولاً شوهر) است. این واژه همچنین می‌تواند به قتل دوست‌دختر اشاره داشته باشد. واژه uxoricide هم برای خود عمل قتل و هم برای شخص مرتکب به کار می‌رود. در مقابل، قتل شوهر یا دوست‌پسر را mariticide می‌گویند.

## نرخ همسرکشی زن
هرچند نرخ کلی خشونت و قتل همسران در ایالات متحده از دهه ۱۹۷۰ کاهش یافته است، اما نرخ قتل همسر زن (همسرکشی زن) به‌طور قابل توجهی بالاتر از نرخ قتل شوهر (همسرکشی مرد) است. در سال ۲۰۰۷، از میان ۲۳۴۰ مرگ به دست شریک‌های عاطفی در آمریکا، ۷۰٪ قربانیان را زنان تشکیل می‌دادند. بر پایه داده‌های اف‌بی‌آی از اواسط دهه ۱۹۷۰ تا اواسط دهه ۱۹۸۰، در مقابل هر ۱۰۰ شوهری که همسر خود را کشتند، حدود ۷۵ زن نیز شوهر خود را کشته بودند. با این حال، در برخی شهرهای آمریکا مانند شیکاگو، دیترویت، هیوستونو سنت‌لوئیس احتمال قتل شوهر توسط زن بیشتر از قتل زن توسط شوهر بوده است. نرخ همسرکشی زن در زیرگروه‌های جمعیتی مختلف تفاوت داشت. در آمریکا، در میان قاتلان همسر در سال ۲۰۰۲ (چه شوهر، چه زن) ۶۹٫۴٪ سفیدپوست، ۲۵٫۷٪ سیاه‌پوست، ۴٫۸٪ آسیایی/جزایر اقیانوس آرام و ۰٫۱٪ سرخپوست/بومی آلاسکا بودند.

## توضیحات روان‌پویشی

### تعارض ناهشیار
طرفداران نظریه‌های روان‌پویشی، توضیحاتی برای سازوکارهای زیربنایی وقوع «زن‌کشی» ارائه داده‌اند. پیشنهاد شده است که مردانی که همسران خود را می‌کشند، هم‌زمان دچار وابستگی ناهشیار به همسر خود و رنجش از او هستند. این مردان می‌خواهند رابطه را ترک کنند، اما به‌طور ناهشیار خود را ناتوان از انجام این کار می‌دانند و در نهایت به این باور می‌رسند که کشتن همسر تنها راه رهایی از او است. این رویکرد همچنین برای مواردی که مرد پس از ارتکاب زن‌کشی بلافاصله خودکشی می‌کند، توضیحی جایگزین ارائه می‌دهد. در چنین مواردی مرد نه از روی احساس گناه بلکه به دلیل ناتوانی و وابستگی درک‌شده، به زندگی خود پایان می‌دهد.

### سازوکارهای دفاعی
ارتباط‌هایی نیز میان خشونت در دوران کودکی و احتمال وقوع زن‌کشی شناسایی شده است. پژوهشگران روان‌پویشی استدلال می‌کنند که قربانی بودن در دوران کودکی منجر به خشونت خانگی در بزرگسالی می‌شود؛ این مسیر از طریق سازوکارهای دفاعی شکل می‌گیرد – در این مورد، خشونت یک واکنش دفاعی ناهشیار نسبت به آسیب روانی دوران کودکی و دیگر رویدادهای ناخوشایند است. دیگر پژوهشگران روان‌پویشی گزارش کرده‌اند که آزمون‌های بازشناسی موضوعی Thematic) Apperception Test) در مردانی که مرتکب زن‌کشی شده‌اند، روندهای قابل‌توجهی از طرد شدن توسط مادر یا همسر را نشان می‌دهد. طی فرایند تعبیر روان‌کاوانهٔ رؤیا استدلال می‌شود که تعارض ناهشیار می‌تواند به صورت فوران‌های خشونت‌آمیز نمود پیدا کند. برای نمونه، در یک مورد، مردی بیش از ۲۰۰ رؤیای آزاردهنده (که بیشتر آن‌ها خشونت‌آمیز بودند) را پیش از قتل همسرش تجربه و ثبت کرده بود.

## عوامل خطر
در بیش از دو سوم از موارد قتل همسران در ایالات متحده، یک مشاجرهٔ لفظی به قتل منتهی شده است.

### وضعیت تأهل
در دو مطالعه‌ای که در کانادا و بریتانیا انجام شد، مشخص شد که زنان هم‌خانه نسبت به زنان متأهل در معرض خطر موارد بیشتری از خشونت خانگی و زن‌کشی قرار دارند. منظور از «زنان هم‌خانه»، زنانی هستند که بدون ازدواج رسمی با شریک عاطفی یا جنسی خود در یک خانه زندگی می‌کنند. پژوهش‌ها نشان داده‌اند که احتمال کشته شدن زنان هم‌خانه به‌دست شریک عاطفی‌شان، ۹ برابر بیش از زنان متأهل است. دلایل متعددی برای این یافته مورد بررسی قرار گرفته‌اند. زنان هم‌خانه معمولاً جوان‌تر هستند، سطح تحصیلات پایین‌تری دارند و احتمال بیشتری دارد که فرزندانی از رابطه پیشین را با خود به خانهٔ شریک عاطفی جدید بیاورند. همچنین ناپدری‌های بدون رابطهٔ ژنتیکی برای کودکان خطری جدی به‌شمار می‌روند؛ پژوهش‌ها نشان داده‌اند که فرزندان ناتنی، بسیار بیشتر در معرض خشونت و کودک‌کشی از سوی ناپدری‌ها قرار دارند. همچنین پژوهش‌ها نشان داده‌اند که حضور فرزندان ناتنی می‌تواند به‌طور چشمگیری خطر زن‌کشی را برای زنان افزایش دهد. شمار زیادی از موارد کودک‌کشی همراه با زن‌کشی و خودکشی هستند.
افزون بر این، روابط هم‌خانگی معمولاً نرخ جدایی بالاتری دارند و مردان در این روابط ممکن است احساس کنند کنترلی بر شریک عاطفی‌شان ندارند و از رقیبان جنسی مرد احساس تهدید کنند. پژوهش‌ها نشان داده‌اند که بخش زیادی از موارد زن‌کشی پس از آن رخ می‌دهد که مرد تصور می‌کند شریک زندگی‌اش به او خیانت کرده یا قصد دارد رابطه را تمام کند. همچنین تحقیقات نشان می‌دهند که زنان اغلب پس از پایان یک رابطه، خشونت بیشتری را تجربه می‌کنند. در یک مطالعهٔ در استرالیا مشخص شد که ۴۷٪ زنانی که قربانی زن‌کشی شدند، در کمتر از دو ماه پس از جدایی به دست شریک قبلی خود به قتل رسیده بودند. رشک جنسی ممکن است یکی از دلایل افزایش خطر پس از جدایی باشد.

### جدایی از شریک عاطفی
یکی دیگر از عوامل خطر زن‌کشی، جدایی یا دوری عاطفی از شریک است. زنانی که شریک زندگی خود را ترک می‌کنند، در معرض خطر بیشتری از قتل توسط او قرار دارند. این نوع قتل‌ها که «قتل‌های ناشی از ترک رابطه» نامیده می‌شوند، بیشتر توسط مردانی انجام می‌شود که در کودکی تجربهٔ رهاشدگی و آسیب روانی داشته‌اند و معمولاً سطح سروتونین پایینی دارند یا دچار آسیب در قشر پیش‌پیشانی مغز هستند؛ ناحیه‌ای که با کنترل تکانه‌ها مرتبط است.
در بسیاری از موارد، مرد پیش از آن‌که شریک زندگی‌اش وارد رابطهٔ جدیدی شود، او را به قتل می‌رساند؛ زیرا نگران است که زن منابع تولیدمثلی‌اش را صرف فرزندان مرد دیگری کند. از دید او، با کشتن شریک سابق، هم از آسیب به جایگاه اجتماعی‌اش در رقابت‌های جنسی جلوگیری می‌کند و هم مانع از آن می‌شود که مردی دیگر به یک شریک با ارزش تولیدمثلی بالا دست پیدا کند. همین منطق می‌تواند توضیح دهد که چرا زنانی که از رابطهٔ قبلی خود فرزند دارند، بیش از زنانی که تنها با شریک فعلی‌شان بچه دارند، در معرض خطر زن‌کشی قرار می‌گیرند. مرد جدید، ناخواسته درگیر بزرگ‌کردن فرزندان مرد دیگری می‌شود و این موضوع می‌تواند جایگاه او را در میان رقیبان جنسی تضعیف کند.

### سن
هرچه اختلاف سنی میان همسران بیشتر باشد، خطر قتل توسط شریک زندگی نیز افزایش می‌یابد. برای مردان، خیانت شریک زندگی زمانی آسیب‌زاتر است که زن جوان‌تر باشد. باروری زنان با افزایش سن کاهش می‌یابد،: 208  بنابراین، سن شاخص مهمی از ارزش تولیدمثلی به‌شمار می‌رود. در نتیجه، مردان به شریکانی که ارزش تولیدمثلی بالاتری دارند، اهمیت بیشتری می‌دهند.: 208 
پژوهش‌ها نشان می‌دهند که مردان در مواجهه با شریکانی که ارزش تولیدمثلی بالایی دارند، بیشتر به استفاده از روش‌های «تماسی» برای قتل روی می‌آورند؛ روش‌هایی خشونت‌آمیز مانند استفاده از سلاح، غرق کردن، چاقوزدن و خفه‌کردن.

### فرهنگ و قانون

لادوویزی گال خون‌آشام خود و همسرش؛ کپی رومی از اثر اصلی هلنیستی، در موزه ملی روم

برخی موارد زن‌کشی متأثر از فرهنگ قربانی و قاتل هستند. برای نمونه، قتل‌های ناموسی که طی آن مرد همسرش را به‌خاطر آبرو ریزی می‌کُشد، در برخی جوامع مردسالارانه پذیرفته شده‌اند. تقریباً ۴۲٪ از قربانیان زن در قتل‌های ناموسی سراسر جهان به‌دلیل گمان بر ارتکاب «رفتار جنسی نامناسب» کشته شده‌اند. از دیگر آداب فرهنگی تسهیل‌گر، قوانین تبعیض‌آمیز حقوق خانواده و مواد قانون جزایی است که در قبال قتل‌های ناموسی مدارا می‌کنند. در ترکیه گزارش شده است که انگ اجتماعی چندانی به قتل‌های ناموسی وارد نمی‌شود و حدود ۳۷٪ از ساکنان مناطق محافظه‌کار معتقدند زنان زناکار باید کشته شوند. این نگرش‌ها همچنین در میان کودکان و بزرگ‌سالانِ اردن و هند نیز مشاهده شده است.
در اروگوئه تا سال ۲۰۱۷ «جرائم شورانگیز ناشی از زنا» تحت ماده ۳۶ قانون جزا مجاز بود. در تاریخ ۲۲ دسامبر ۲۰۱۷، این ماده از قانون جزا حذف شد. تلاش‌های سیاسی برای حذف این تبصره از سال ۲۰۱۳ شروع شده بود. مطالعات سازمان ملل (۲۰۱۸) نشان می‌دهد که اروگوئه پس از جمهوری دومینیکن دومین کشوری است که بیشترین نرخ قتل زنان توسط شریک کنونی یا پیشین را در آمریکای لاتین دارد.
زن‌کشی همسر در کشورهایی که قتل‌های ناموسی پذیرفته نیستند نیز شایع است. برای مثال در آفریقای جنوبی، تخمین زده می‌شود که هفته‌ای حدود پنج زن به‌دست شریک عاطفی‌شان کشته می‌شوند. پیش‌فرض غالب این است که نرخ بالای زن‌کشی در این کشور نتیجهٔ رواج خشونت در جامعه و پذیرش اجتماعی آن است؛ همچنین نگرش‌های محافظه‌کارانه نسبت به زنان در این جامعه می‌تواند به تسهیل زن‌کشی کمک کند.
مطالعات انجام‌شده در ایتالیا نیز نتایج مشابهی را نشان می‌دهند و بیان می‌کنند که ارزش‌های فرهنگی مرد نسبت به جایگاه زنان در جامعه با احتمال ارتکاب زن‌کشی همسر ارتباط دارد.

## تأثیر بر کودکان
زمانی‌که یکی از والدین، والد دیگر را به قتل می‌رساند، کودکان دچار آسیب روانی شدید می‌شوند. والد دیگر احتمالاً در زندان خواهد بود یا ممکن است با خودکشی از دنیا رفته باشد؛ بنابراین کودک، با فقدانی بزرگ مواجه می‌شود. کودک نه‌تنها یکی از والدین خود را از دست داده، بلکه والد دیگر را نیز که می‌توانست در این موقعیت از او حمایت کند، از دست داده است. این نوع رویدادِ بسیار آسیب‌زا می‌تواند پیامدهای جدی برای سلامت روانی و رفاه کودک به همراه داشته باشد.